# Athyunnathangalil Koodaaram Panithavar
Athyunnathangalil Koodaaram Panithavar là một bộ phim tiếng Malayalam của Ấn Độ năm 1997 do PM Abdul Azeez đạo diễn và có Thilakan và Raghavan trong các vai chính.

## Diễn viên
- Thilakan
- Raghavan
- Raji P Menon